# فالسام، شهرستان رندالف، آلاباما
فالسام (به انگلیسی: Folsom) یک منطقهٔ مسکونی در ایالات متحده آمریکا است که در شهرستان رندولف، آلاباما واقع شده‌است. فالسام ۳۷۰٫۰۳ متر بالاتر از سطح دریا واقع شده‌است.